# Daphne Odjig
Daphne Odjig   (Wikwemikong Unceded Indian Reserve, 11 de setembre de 1919 - Kelowna, 1 d'octubre de 2016) o Daphne Beavon (Beavon era el cognom del segon marit), va ser una artista canadenca de pare ottawa-potawatomi i mare anglesa, activista en favor dels artistes aborígens.
Daphne Odjig va néixer a la reserva Wiikwemkoong de l'illa Manitouli, situada en el llac Huron (Ontario, Canadà). Era la filla gran de Dominic Odjig i de Joyce Peachy, que es van conèixer durant la Primera Guerra Mundial, en la qual ell va ser combatent. Als tretze anys, Daphne Odjig va haver de deixar l'escola durant un temps a causa de la febre reumàtica que patia. A casa s'estava amb el seu pare i amb l'avi, ambdós talladors de pedra, i amb la mare, que era brodadora. La seva família va estimular el seu talent artístic pel dibuix. En el documental The Colours of Pride (Els colors de l'orgull) de 1973, Odjig descriu l'especial relació que va tenir amb el seu avi, a qui també li agradava pintar i tots dos passaven hores fent dibuixos en el porxo del darrere de casa seva.
Quan Odjig tenia divuit anys, amb poques setmanes de diferència van morir la seva mare i el seu avi. El seu pare va romandre a la reserva, on més tard va tornar a casar-se. Ella i dos germans i una germana més joves van anar a viure a Perry Sound (Ontario) amb l'àvia materna, que era anglesa. Allà va adonar-se que significava «ser índia» en una comunitat de blancs, i es va sentir discriminada, fins i tot pels seus propis familiars. Els quatre van canviar-se el cognom per l'anglès «Fischer» (pescador), que era la traducció del seu cognom aborigen i els dos nois van acabar per tornar a la reserva on havien viscut sempre.
El 1942, en plena la Segona Guerra Mundial, va anar a Toronto, on hi havia més possibilitats de treball. Aprofitava els caps de setmana i tot el temps lliure per visitar museus d'art, i copiava les obres de grans pintors, com ara Picasso, Matisse o els impressionistes. Les seves pròpies obres d'aquella època, que mostren la influència d'aquells pintors, van rebre molt bona acollida. Sobre la seva experiència a Toronto va dir:
| « | Toronto va ser una ciutat de descobriment per als indis de la meva generació. Vaig descobrir que la por i la inseguretat no eren únics per a nosaltres, i vaig descobrir que les amistats podien transcendir l'aïllament ètnic. Toronto tenia galeries d'art i biblioteques amb llibres sobre art. Em va fascinar el món dels mestres europeus. La llibertat i la manca d'inhibició de Picasso, l'emotivisme de Van Gogh... Vaig respondre amb força a les emocions que generaven les seves obres. Cada moment lliure estudiava els seus estils i intentava duplicar les seves tècniques. | » |

El 1945 va anar a viure a la Colúmbia Britànica i es va casar amb Peter Somerville, que com ella era mestís, i tenia un fill d'un matrimoni anterior i va viure amb la parella. El 1948 van tenir un fill, Stanley. Malgrat estar ocupada en la cura dels dos nens, també dedicava temps a pintar a l'oli. El 1958, Odjig i Somerville va comprar terres per dedicar-les al conreu de maduixes, però el 1960, abans que haguessin obtingut la primera collita, ell va morir a causa d'un accident de trànsit. Odjig va dedicar-se al cultiu de maduixes tota sola, sense deixar, però, de pintar i d'ampliar el seu coneixement dels pintors europeus, amb les seves visites a la Galeria d'Art de Vancouver.
El 1964 es va produir un punt punt d'inflexió en la percepció de l'art per part d'Odjig, que fins aleshores havia considerat superiors els artistes europeus. Va anar a la reserva on havia nascut per assistir per primera vegada a un pow-wow (durant molt de temps, aquestes celebracions dels pobles autòctons havien estat prohibides i el de 1964 era el segon pow-wow que es feia a la reserva) i tot ballant en cercle amb els seus familiars, va recuperar la seva identitat aborigen. El 2000, en recordar aquell fet, ella mateixa va declarar que va passar la meitat de la seva vida intentant oblidar els seus orígens indis. Després de la seva visita a la reserva també va tornar a usar el seu cognom original per signar les seves obres. Fins i tot el seu estil fa un canvi i el seu art esdevé una celebració de la història i la tradició del seu poble. En un article sobre Odjig a la revista Equinox, reprodueixen les seves paraules: «Tenia moltes ganes de poder dir: "Sóc índia, vaig néixer en una reserva". Però a causa de la situació, no vaig poder fer-ho...»
El 1962 Odjig va casar-se en segones núpcies amb Chester Beavon, que treballava per al Ministeri d'Afers Indis canadenc. Un dels destinss de Beavon, com a agent de desenvolupament comunitari, va ser Easterville (Manitoba), on el Govern havia traslladat una tribu Cree forçada a abandonar el seu territori original per la construcció d'un pantà i planta hidroelèctrica. Odjig va tractar els Cree que s'estaven establint a Easterville i havien d'adaptar-se a una nova manera de viure i li preocupava que perdessin i acabessin per oblidar les seves tradicions. Això va inspirar-la per fer una sèrie de dibuixos molt detallats en blanc i negre, amb ploma. Hi va representar escenes de la vida quotidiana d'aquella comunitat, fins i tot algunes persones. En una entrevista va declarar que aquells dibuixos no eren producte de la seva imaginació; «…són persones i llocs reals que vull que visquin per sempre a través de l'art.»
El 1971 va obrir, a Winnipeg, una galeria d'art nadiu amb una petita impremta. Hi feia pòsters d'obres seves i venia obres d'altrees artistes indígenes que intentaven obrir-se camí en el món de l'art. El 1973 fundà, amb Norval Morrisseau, Alex Janvier, Jackson Beardy, Eddy Cobiness, Carl Ray i Joseph Sanchez la Professional Native Indian Artists Inc., que el periodista Gary Scherbain va anomenar «Grup Indígena dels Set» i així se'ls coneix.
Museus del Japó, Israel, l'antiga Iugoslàvia i Suècia van encarregar-li obres seves per ser exposades permanentment. No es va limitar a la pintura; també va fer il·lustracions per a llibres, entre els quals una col·lecció de deu llibres infantils sobre llegendes índies. És autora també d'un enorme mural (té uns 8 metres d'amplada i 2 metres d'alçada) per al Museu Canadenc de la Història (després Museu de la Civilització), que va pintar per encàrrec del seu director i va inaugurar-se el 1978.
Diverses universitats, com ara la Laurentian University (1982), la Universitat de Toronto (1985), la Universitat Thompson Rivers de la Columbia Britànica (2007), o la Universitat d'Ontario Occidental (2008) li van conferir sengles doctorats Honoris Causa.
L'any 2009, el Museu de Belles Arts de Canadà va organitzar una exposició retrospectiva de Daphne Odjig que era la primera exposició individual que s'hi feia d'una dona indígena. El 2011, Correus de Canadà va emetre una sèrie de tres segells que reproduïen sengles obres d'Odjing. El 2002 ja s'havia inclòs, en una sèrie de segells de Nadal, una obra d'Odjing, Gènesis, que representava Maria i el Nen, en una interpretació seva que mesclava elements del cubisme, el surrealisme i l'art aborigen canadenc.
Daphne Odjig va morir el 1r d'octubre de 2016 a Kelowna (Colúmbia Britànica). Tenia noranta-set anys i, en la residència d'ancians on vivia, havia continuat fent dibuixos malgrat l'artritis que patia en el braç dret.